# 臺灣貯蓄銀行
臺灣貯蓄銀行是臺灣第一家民營銀行，1899年由荒井泰治、賀田金三郎、金子圭介、山下秀實等11位在臺日籍資本家合資設立，登記設立資本額為15萬日圓:41。總行設於臺北城內西門街一丁目三十九番戶，以「獎勵勤儉儲蓄」為業務宗旨，是近代臺灣金融資本源流之一:42-43，為現今第一商業銀行的最早前身。

## 設立
臺灣日治初期，甫設立不久的臺灣總督府仍以平定全島抗日勢力為優先，並未積極建立臺灣本島金融市場；當時僅有大阪中立銀行來臺設立辦事處，在一般銀行業務外，還暫時代行日本國庫業務。有鑑於此，1897年，日本政府公布《臺灣銀行法》，1899年9月正式設立臺灣銀行，首要任務是整頓臺灣貨幣制度，在臺灣總督府轄內具有國家中央銀行的地位，與日本中央銀行並立，反映臺灣之於大日本帝國的特殊處境。:40
隨著臺灣日治初期第一種官方貨幣「臺灣銀行券」發行，臺灣金融市場才有了可靠的交易媒介；加上1898年9月日本首相大隈重信、大藏大臣松田正久以敕令發布第205號公告，宣布日本的《銀行條例》、《貯蓄銀行條例》及《銀行合併法》在臺適用，為民營銀行創造法律空間，臺灣民營銀行才得以出現。1899年6月27日，荒井泰治、賀田金三郎、金子圭介、山下秀實等11位在臺日籍資本家召開發起人會議，推動設立臺灣貯蓄銀行。同年11月12日，發起人召開成立大會，12月23日於臺北地方法院完成法人登記。:41-42

## 經營
臺灣貯蓄銀行如其名稱，係以經營存款業務為主的銀行；客戶可以選擇用定期存款或活期存款方式，將資金存入銀行帳戶收取利息。當時的臺灣人對「銀行」這種金融機構仍很陌生，臺灣貯蓄銀行提供利息的做法有助於降低戒心，鼓勵民眾儲蓄。剛創立時的臺灣貯蓄銀行資本額為15萬日圓，在日本、臺灣同類型的銀行中，排名位居前30%，可見其資本規模。
考察臺灣貯蓄銀行的資本結構組成，1899年創立時，在3,000股的股份中，有超過2,000股由11位發起人持有，而且都是日本人。剩餘股份則由一般大眾認購，根據1899年11月25日的《臺灣日日新報》報導，當時林本源、李春生、辜顯榮、王慶忠、陳浴、李秉鈞、陳志誠等重要的臺灣商人、地主都有認購股份。至1912年銀行合併時，板橋林家和李春生兩位股東甚至也晉升為大股東之列，可見臺灣籍資本家隨著時間發展，日漸熟悉銀行體系，而投入更多資金於銀行業，促成臺灣金融資本流動。
1899年12月25日，臺灣貯蓄銀行正式開業，首日吸引249名客戶存款，總額為9593.62日圓，超過該行成立時的實收資本額37,500日圓的四分之一。不過，該行開業後，臺灣籍客戶人數及存款總額發展緩慢，銀行客戶仍以日本人為主。當時主管臺灣金融事務的臺灣總督府財務局認為，原因出在日治初期的臺灣人對銀行體系認識有限，缺乏信任，大多數人仍寧可把錢藏在自家床底或埋進地下，而不願把錢交給銀行。:51
雖然如此，在日本人客戶（尤其是領有固定薪資的鐵道部職工）的支持下，銀行的業務規模仍日趨成長。1911年該行的存款總額接近90萬日圓，雖因嘉義銀行、彰化銀行與臺灣商工銀行競爭，於臺灣銀行業的市佔比例並不高，仍是臺灣當時的主要銀行之一。:52-55

## 合併
臺灣貯蓄銀行籌備時，股東對於日本人能否在臺灣成功經營企業，仍抱有悲觀態度；但在銀行經營期間，臺灣貯蓄銀行每期結算都有數千日圓至2萬多日圓的盈餘，偶爾還會有8%至15%不等的年股息給股東分紅，可說經營穩定。1901年9月《臺灣日日新報》即報導該行有意增資至30萬或50萬日圓，以轉型為普通銀行，並兼營儲蓄業務。不過，由於日俄戰爭爆發，該行客戶大量提領存款以購買國庫債券，導致銀行存款總額減少，此一提議便暫時擱置。:61-62
日俄戰爭結束後，銀行存款逐漸回流，銀行高層也再度推動「增資轉型」。1910年，臺灣貯蓄銀行的幾位大股東合資籌備「阿緱銀行」，性質為普通銀行。由於兩家銀行的董監事會成員極度雷同，阿緱銀行可說是臺灣貯蓄銀行的延伸。其後，臺灣貯蓄銀行行長荒井泰治與阿緱銀行發起人桑原伊十郎在東京商談合併事宜。1910年3月，「阿緱銀行」發起人將銀行名稱改為「臺灣商工銀行」，向臺灣總督府申請設立；其2萬股的股份中，有6,000股將由解散後的臺灣貯蓄銀行認購。對此，主管機關大藏省與臺灣總督府均表示支持，「臺灣商工銀行」股票亦隨之上漲，每股達到14.50日圓。:63-67
1912年5月，臺灣貯蓄銀行與臺灣商工銀行達成合併協議，6月兩家銀行的股東會通過合併案，6月29日簽訂合併契約書，8月14日大藏省核備通過。至此，開業12年多的臺灣貯蓄銀行順利完成「增資轉型」，以「臺灣商工銀行」之名繼續存在，也是今日第一商業銀行的前身。:63-67